# Tocai friulano (vitigno)
Il Tocai friulano è un vitigno a bacca bianca, largamente coltivato in Friuli-Venezia Giulia e in Slovenia nella Goriška Brda ZGP, Kras ZGP e Vipavska dolina ZGP. Fino al 2007 è stato denominato Tocai, nome con cui ancora è conosciuto in buona parte del Friuli-Venezia Giulia.

## Caratteristiche ampelografiche del vitigno
Tralcio legnoso e di colore scuro con gemme piccole e schiacciate – foglia medio-grande, orbicolare, tri o pentalobata, seno peziolare chiuso e pagina inferiore glabra – grappolo medio, tronco-piramidale, alato e mediamente compatto – acino rotondeggiante (a volte leggermente ovoidale) con 1-2 vinaccioli di media grossezza e buccia pruinosa di colore verde-giallo.
La maturazione è medio-precoce.

## Denominazione
Fino agli inizi del terzo millennio con le uve Tocai venivano prodotti e commercializzati numerosi omonimi vini DOC; con l'ingresso dell'Ungheria nell'Unione europea si è aperto un contenzioso riguardo la denominazione di alcuni vini da essa prodotti, in quanto in questo Stato esisteva il vino Tokaji, prodotto però con uve di altri vitigni.
Un accordo del 1993 ha vietato l'utilizzo del nome "Tocai" a partire dal marzo del 2007 per vini prodotti in Italia, in quanto troppo simile a quello della denominazione di origine controllata ungherese del vino Tokaji e all'omonima zona di produzione. La somiglianza è relativa solo ed esclusivamente al nome in quanto il Tocai Friulano ed il Tokaji Ungherese sono completamente diversi come vini per colore, profumo, gusto e come metodi di produzione; il vino Tokaji è prodotto con uve Furmint, Hárslevelü e Sárgamuskotály e la denominazione di origine identifica vari vini provenienti dalla zona di Tokaj. A gennaio 2008 la regione Friuli-Venezia Giulia intentò un ulteriore ricorso, ma il 15 novembre 2008 la Corte Costituzionale giudicò costituzionalmente illegittima la legge regionale del Friuli Venezia Giulia 24/2007, che stabiliva la possibilità di utilizzare il nome Tocai per la vendita sul territorio italiano. Dalla vendemmia 2008, non è più consentito utilizzare il nome Tocai nelle etichette.
Una soluzione di compromesso è stata trovata definendo i vini italiani a base del vitigno Tocai friulano come Tai in Veneto, Tocai Friulano in Friuli-Venezia Giulia e Tuchì in Lombardia.
L'etimo "Tai", previsto solo in Veneto, è in realtà di origine friulana: in friulano significa letteralmente "taglio" e, per traslato, "quantità ridotta di vino generico", in allusione a quella presente in un bicchiere.
Pertanto dal vitigno Tocai friulano si ottengono i seguenti vini:
- in Friuli-Venezia Giulia e in Veneto la DOCG Lison.
- in Friuli-Venezia Giulia le DOC Collio Goriziano Friulano, Friuli Annia Friulano, Friuli Aquileia Friulano, Friuli Grave Friulano, Friuli Isonzo Friulano, Friuli Latisana Friulano.
- in Veneto le DOC Colli Berici Tai, Colli Euganei Tai, Piave Tai
- in Lombardia la DOC San Martino della Battaglia.

## Origine del vitigno
È stata avanzata un'ipotesi secondo la quale il vitigno ungherese Furmint (che è alla base del vino ungherese Tokaji) abbia origini italiane, e derivi dal nome della nobile friulana Aurora Formentini, che nel Seicento portò in Ungheria delle viti di Tocai friulano, come dote matrimoniale.
L'antico contratto matrimoniale di Aurora Formentini, quando andò in sposa al conte ungherese Adam Batthyany nel 1632, annovera, tra i vari beni portati in dote dall'antenata dei conti di San Floriano del Collio, anche « [...] 300 vitti di Toccai...» coltivate già all'epoca nelle campagne di Mossa e San Lorenzo Isontino
.
Questo, per i sostenitori della tesi, proverebbe l'origine italiana del vitigno Tocai. Ma c’è da dire che il Tokaj Ungherese come zona vitivinicola e Tokaji come vino hanno entrambi una storia molto più lunga del Friulano.

## Tecnica di vinificazione
Per la produzione di vino a base di friulano si utilizza la vinificazione in bianco. La maggior parte di vino ottenuto è secco anche se non mancano versioni di vini passiti o liquorosi a base di friulano: un esempio è la DOC lombarda San Martino della Battaglia liquoroso.
Diversi produttori hanno in produzione vini a base di Tocai friulano con menzioni vendemmia tardiva, passito e liquoroso.